# Jacques Clouseau
Jacques Clouseau, inspektor Jacques Clouseau – fikcyjna postać; główny bohater filmów z cyklu Różowa Pantera. W tę rolę wcielili się Peter Sellers, Roger Moore, Alan Arkin i Steve Martin.

## Opis postaci
Clouseau jest inspektorem francuskiej policji. Jego przełożonym jest komisarz Dreyfus, który nienawidzi inspektora Clouseau. Clouseau prowadzi w sposób dziwaczny śledztwa, ale zawsze odkrywa prawdę. Bywa roztrzepany i gwałtowny.

## Filmy
Peter Sellers
- 1963 – Różowa Pantera
- 1964 – Różowa Pantera: Strzał w ciemności
- 1975 – Powrót Różowej Pantery
- 1976 – Różowa Pantera kontratakuje
- 1978 – Zemsta Różowej Pantery
- 1982 – Na tropie Różowej Pantery

Alan Arkin
- 1968 – Inspektor Clouseau

Roger Moore
- 1983 – Klątwa Różowej Pantery

Steve Martin
- 2006 – Różowa Pantera
- 2009 – Różowa Pantera 2